# Ceromya punctipennis
Ceromya punctipennis là một loài ruồi trong họ Tachinidae.